# Мавупемон Отогбе
Мавупемон Отогбе (фр. Mawupemon Otogbe; 23. јануар 2003) тогоански је пливач чија ужа специјалност су трке слободним стилом. 

## Спортска каријера
Мавупемон је дебитовао на међународној пливачкој сцени као шеснаестогодишњак, а прво велико такмичење на коме је учествовао је било светско првенство у великим базенима одржано у корејском Квангџуу 2019. године. У Кореји је тогоански пливач наступио у квалификационим тркама на  50 слободно (заузео тек 110. место у конкуренцији 131 пливача) и 400 слободно (последње 46. место). 
Месец дана касније по први пут је наступио и на Афричким играма у Рабату, а најбољи резултат је постигао у трци на 800 метара слободним стилом, коју је окончао на 7. месту. 